# 장재성 (레슬링 선수)
장재성(張在成, 1975년 3월 15일~)은 대한민국의 레슬링 선수, 지도자이다. 1996년 하계 올림픽에서 남자 자유형 페더급 은메달, 2000년 하계 올림픽에서 남자 페더급 동메달을 획득했다.
은퇴 후에는 지도자로 활동했으며 대한민국 대표팀 코치와 한국토지주택공사 레슬링팀 감독 등을 지냈다.

## 수상

### 수훈
- 체육훈장 맹호장(2013년 10월 15일)